# IRT Jerome Avenue Line

Le service 4 dessert l’intégralité du tracé (le 5 dessert une unique station).

 (décembre 2021).
Si vous disposez d'ouvrages ou d'articles de référence ou si vous connaissez des sites web de qualité traitant du thème abordé ici, merci de compléter l'article en donnant les références utiles à sa vérifiabilité et en les liant à la section « Notes et références ».
L'IRT Jerome Avenue Line est une ligne (au sens de tronçon du réseau) du métro de New York comprenant des sections aériennes et souterraines (au sud du Yankee Stadium), et située dans l'arrondissement du Bronx. Elle est issue de l'ancien réseau de l'Interborough Rapid Transit Company (IRT). Rattachée à la Division A du réseau, elle relie la station de 138th Street – Grand Concourse dans le quartier de Mott Haven au terminus de Woodlawn  dans le quartier du même nom, en passant au-dessus de Jerome Avenue sur la majeure partie de son tracé. Elle est desservie par un service omnibus: la 4 ainsi que par la 5 à la station 138th Street – Grand Concourse où elle commence. Elle est connectée à l'IRT Lexington Avenue Line au sud, la seconde ramification formant le début de la IRT Pelham Line. Son inauguration remonte au 12 juin 1917 et elle comporte aujourd'hui 14 stations.

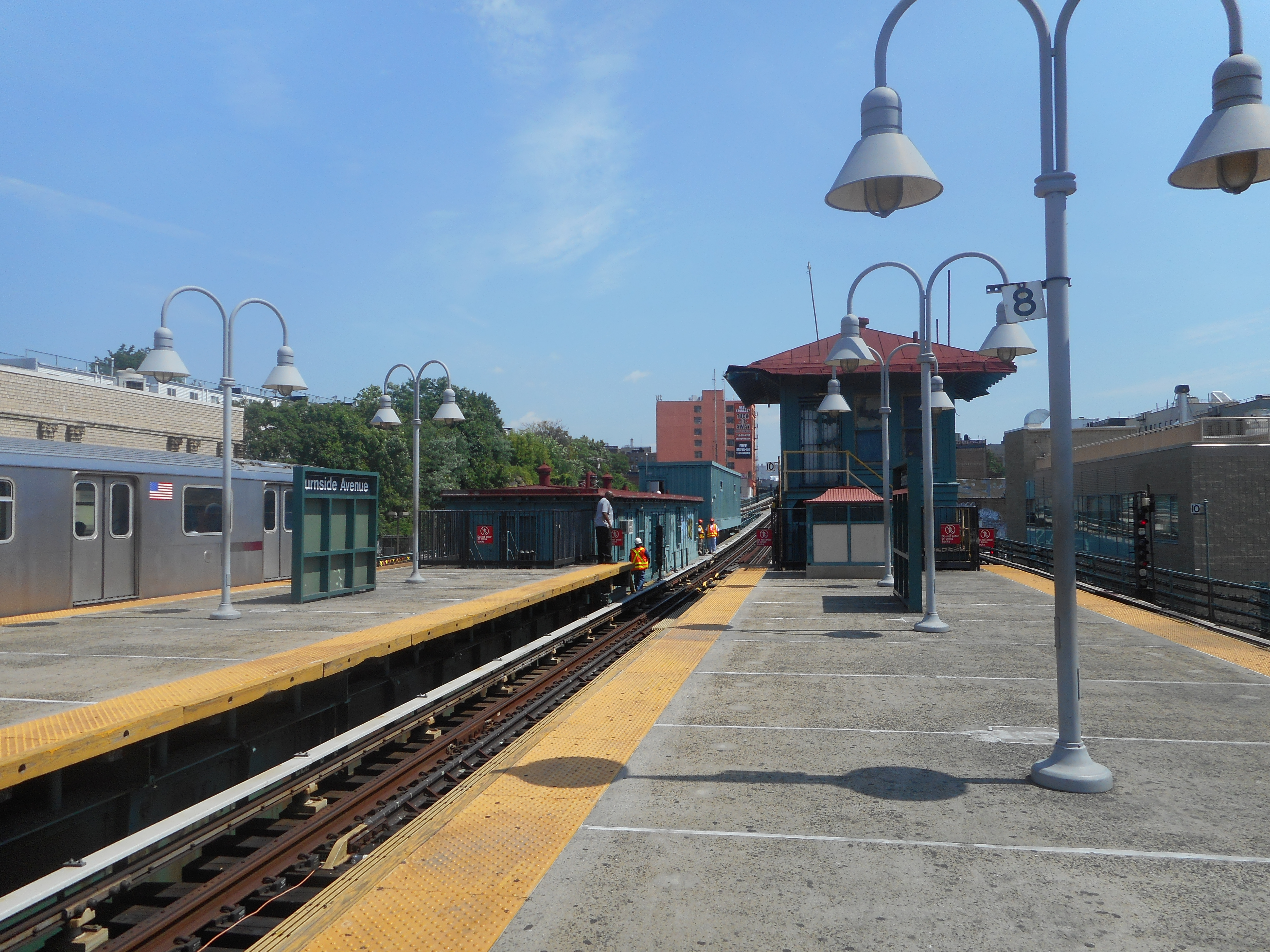
La station Burnside Avenue sur ce tronçon.